# Aname pallida
Aname pallida là một loài nhện trong họ. Loài này là đặc hữu của Úc. Ze wordt voornamelijk aangetroffen in Queensland.
De spin bouwt een vrij ongewoon hol in de vorm van een Y, waarbij de ene gang korter is dan de andere. De langste gang is de ingang, de kortere is voor voedselopslag.
Een beet van deze spin is niet extreem gevaarlijk, maar men moet toch steeds voorzichtig zijn met allergische reacties. In de normale gevallen veroorzaakt een beet roodheid, jeuk và lokale pijn.